# Pedetontus schicki
Pedetontus schicki är en insektsart som beskrevs av Sturm 2001. Pedetontus schicki ingår i släktet Pedetontus och familjen klippborstsvansar. Inga underarter finns listade i Catalogue of Life.